# (32115) 2000 KQ80
2000 KQ80 (asteroide 32115) é um asteroide da cintura principal. Possui uma excentricidade de 0.25258850 e uma inclinação de 5.14172º.
Este asteroide foi descoberto no dia 27 de maio de 2000 por LINEAR em Socorro.